# سعودیا کارگو
سعودیا کارگو (انگلیسی: Saudia Cargo) شرکت هواپیمایی عربستانی است، که در سال ۲۰۰۷ تأسیس شد.